# Женщина в белом (фильм, 1981)
«Же́нщина в бе́лом» — советский двухсерийный художественный фильм 1981 года режиссёра Вадима Дербенёва, снятый по мотивам одноимённого романа Уилки Коллинза на киностудии «Молдова-фильм».

## Сюжет
Великобритания, XIX век. Молодой художник Уолтер Хартрайт направляется в имение богатого пожилого эсквайра Фредерика Фэрли, где получил интересную и денежную работу — реставратора гравюр из коллекции старого аристократа, а также место учителя рисования. По дороге он встречает странную молодую женщину, одетую во всё белое. Девушка признается Уолтеру, что некогда жила близ имения Лиммеридж и знала бывшую хозяйку дома, миссис Фэрли, ныне покойную, а также дает понять, что ненавидит некоего баронета. Уолтер провожает девушку на окраину Лондона, где узнаёт, что её ищет полиция, ибо она сбежала из сумасшедшего дома.
Попав наконец в имение мистера Фэрли, Уолтер работает с гравюрами хозяина и даёт уроки рисования его племяннице Лоре Фэрли и её сводной сестре Мэриан Хелком. Уолтер удивлен, насколько Лора похожа на странную девушку в белом, но Мэриан отрицает наличие у них других родственников, однако находит письмо своей матери о том, что когда-то в окрестностях их имения жила девочка по имени Анна Катерик, похожая на Лору как сестра-близнец. Анна с детства была умственно отсталым ребёнком, страдавшим повышенной эмоциональностью. Уолтер и Мэриан понимают, что её странности с возрастом не исчезли.
Между Уолтером и Лорой возникают чувства, которым не суждено развиться — девушка обручена с баронетом Персивалем Глайдом, который очень нравился её покойному отцу, брату мистера Фредерика — Филиппу Фэрли, в результате умирающий отец взял с дочери слово, что она выйдет за баронета замуж. У Уолтера закрадывается подозрение, не тот ли это баронет, которого так ненавидит Анна Катерик. Меж тем выясняется, что Анна приехала со своей няней миссис Клеменс на ферму близ Лиммериджа. Узнав о помолвке Лоры, Анна посылает ей анонимное письмо, где называет сэра Персиваля злым и бесчестным и просит Лору не заключать брака, который сделает её несчастнейшей из женщин. Но как только Лора получает письмо, выясняется, что мисс Катерик и её няня поспешно уехали с фермы. Уолтер по настоянию Мэриан вынужден уехать из имения и отправляется в экспедицию в Центральную Америку.
Лора выходит замуж за сэра Персиваля, которого совершенно не любит, попытавшись расторгнуть помолвку, пояснив, что полюбила другого и никогда не полюбит Персиваля. Глайд не согласен взять свое предложение назад, говоря, что любит Лору настолько сильно, что ему достаточно верности и преданности супруги. Мэриан догадывается, что причина настойчивости Глайда — приданое супруги, составляющее астрономическую по тем годам сумму, 20 тысяч фунтов стерлингов. Глайд также признается, за что Анна Катерик так его ненавидит — он поместил её в частную лечебницу. Мать Анны подтверждает, что Глайд сделал это с её полного одобрения и согласия.
Позже Глайд, погрязший в долгах и срочно нуждающийся в деньгах супруги, и граф Фоско (муж тётушки Лоры, прибывший из Италии) доводят до смерти Анну и, используя её внешнее сходство с Лорой, хоронят её как жену баронета. В то же время саму Лору помещают в сумасшедший дом под именем Анны. Этот зловещий план был придуман графом Фоско и реализован им при пособничестве Глайда и жены графа. Мэриан, из-за болезни неспособная уберечь сестру от мошенничества её мужа и графа, приезжает в интернат и узнает в Анне свою Лору. Подкупив сиделку, Мэриан помогает Лоре бежать.
Хартрайт, вернувшись в Англию, вместе с Мэриан разоблачает преступников. Выясняется, что Персиваль Глайд был незаконнорождённым: его мать на момент рождения сына была замужем за другим мужчиной в Ирландии, но тот избивал её, и она уехала в Англию, и потому Глайд не имеет прав ни на титул, ни на имущество. Подделать запись о браке родителей в метрической книге Персивалю помогла миссис Джейн Катерик, мать Анны. При попытке уничтожить метрические книги с записью сведений о своем рождении сэр Персиваль погибает на пожаре, что делает Лору свободной. Граф Фоско же, разоблаченный как член итальянского общества "Сицилийские братья" и правительственный шпион, дает признательные показания в совершенном ими с Персивалем Глайдом мошенничестве. После ухода Хартрайта графа убивает Песка - член "братства", которое приговорило Фоско к смерти за шпионскую деятельность в Палермо. 
Анна Катерик — «женщина в белом» — была, как выясняется по ходу фильма, единокровной сестрой Лоры и грозилась выдать тайну сэра Персиваля, о которой слышала от матери, но толком не зная, что это за тайна. 

## В ролях
- Гражина Байкштите — Анна Катерик и Лора Фэрли
- Александр Абдулов — Уолтер Хартрайт
- Аквелина Ливмане — Мэриан Хелком
- Эдуард Марцевич — сэр Персиваль Глайд, баронет
- Виталий Шаповалов — граф Изидор Оттавио Фоско
- Владимир Зельдин — Фредерик Фэрли, эсквайр
- Эугения Плешките — миссис Джейн Катерик, мать Анны
- Ирина Губанова — графиня Элеонора Фоско, урожд. Фэрли
- Леонид Ярмольник — слуга сэра Персиваля
- Владимир Басов — Луи, француз, дворецкий мистера Фэрли
- Ирина Гошева — миссис Клеменс, няня Анны Катерик
- Мария Барабанова — миссис Вэзи, гувернантка Мэриан и Лоры
- Юрис Леяскалнс — Доусон, семейный врач
- Арнис Лицитис — Бакстер, лесничий
- Дзидра Ритенберга — Маргарет Порчер, служанка в доме сэра Персиваля
- Николай Дроздов — Кирл, адвокат, доктор права
- Сергей Тихонов — Гилмор, адвокат, доктор права
- Людмила Ксенофонтова — квартирная хозяйка
- Александр Трофимов — Песка, сицилийский революционер
- Ксения Алфёрова — Лора Фэрли в детстве

## Дополнительные факты
- В фильме использована фантазия Ре-минор Вольфганга Амадея Моцарта